# المدرسة الأمريكية الدولية في مسقط
المدرسة الأمريكية الدولية في مسقط ( TAISM ) هي مدرسة دولية غير ربحية مختلطة تقدم المنهج الأمريكي في مسقط، عُمان، من مرحلة ما قبل الروضة (3 سنوات) وحتى المرحلة الثانوية للطلاب المغتربين الذين يعيشون في سلطنة عُمان. تأسست في عام 1998، وهي المدرسة الوحيدة التي تدرس المنهج الأمريكي فقط في عُمان .
تتكون السنة الدراسية من ثلاث فصول دراسية في المدرسة الإبتدائية و المتوسطة ، و فصلين دراسيين في المدرسة الثانوية ، تمتد من أواخر أغسطس إلى أوائل يونيو. و تكون عطلة نهاية الأسبوع المدرسية هي الجمعة و السبت .
و المدرسة الأميركية الدولية في المسقط ،هي معتمدة بالكامل من قبل جمعية نيو إنجلاند للمدارس ،و الكليات (NEASC)، و هي عضو في مجلس المدارس الدولية (CIS) ،و مجلس الشرق الأدنى ،و جنوب آسيا للمدارس الخارجية (NESA).
و هي عضو في رابطة SAISA.

## التاريخ
في سبتمبر 1997، ترأست السفيرة الأمريكية في عُمان خلال الفترة 1996-1999، فرانسيس د. كوك ، لجنة تنظيمية لتحويل فكرة إنشاء مدرسة أمريكية دولية عالية الجودة في عُمان إلى حقيقة واقعة. وتوجه مسؤولون من السفارة الأميركية إلى الحكومة العُمانية وعرضوا عليها هذه الفكرة التي وافق عليها السلطان قابوس بن سعيد ، حاكم عمان آنذاك، والذي تبرع الملك بقطعة أرض في منطقة غلا لبناء حرم جامعي دائم ، لنتمية البلاد .
في سبتمبر 1997 ، بدأت المدرسة يومها الاول في مبنى واحد و كان عدد طلابها 120 طالبًا ،في مجمع مدرسي مستأجر حديث البناء مكون من ثلاثة طوابق في القرم 16، مقابل مدينة السلطان قابوس . في ديسمبر من ذلك العام، جاء الرئيس الأمريكي جورج بوش الأب (1989-1993) إلى عُمان كجزء من جولة دبلوماسية إلى دول مجلس التعاون الخليجي، حيث قاد حفل افتتاح الحرم الجامعي الدائم ووضع حجر الأساس في 3 ديسمبر 1998.
بعد ستة أشهر من دخول الألفية الجديدة، في (يوليو -2000) ، انضم كيفن شافر إلى TAISM كمدير جديد، وانتقلت المدرسة إلى الحرم الجامعي الحالي في أغسطس 2000. تم افتتاح الحرم الجامعي الجديد في يناير 2001.و انتقل الموظفين و الطلاب في أغسطس - 2000 إلى مبنى الحرم الجامعي الجديد في غلا.
و تم الكشف في نوفمبر- 2000 عن جدار الألفية، الذي يكرم المحسنين ، في بهو TAISM .
في يناير -2001 قام الحرم الجامعي الجديد في غلا بإقامة حفل افتتاح لأولياء الأمور ،و الطلاب ،و الرعاة ،و كبار الشخصيات في مسرح خارجي .
و في سبتمبر من عام 2002، ارتفع عدد الطلاب المسجلين في TAISM إلى 275، بنسبة 20 بالمئة عن العام السابق ،مما دفع إلى توسيع الحرم الجامعي في عام 2003. و التي تعد المرحلة الثانية من بناء حرم غلا الجامعي ، وشملت هذه التوسعات الفصول الدراسية الابتدائية الجديدة، وغرف الموسيقى، ومختبرات العلوم، واستوديوهات الفنون، ومكتبة موسعة، ومركز الطفولة المبكرة. و بدأ في عام 2003 نموذج الأمم المتحدة ، ومع تضاعف عدد الطلاب ثلاث مرات مرة أخرى في عام 2005، تم تنفيذ المرحلة الثالثة من التوسع. حيث أصبح عدد المسجلين في المدرسة إلى 378 يمثلون 40 دولة مختلفة ، فتم تجديد مكتبة سور، ومعرض أوشاونيسي، وصالة الألعاب الرياضية الزرقاء، ومركز الطلاب/الكافيتريا بحلول هذه المرحلة.
خضعت المدرسة لمزيد من التحسينات مثل جناح إضافي يضم فصولاً دراسية جديدة للمرحلتين الابتدائية والإعدادية، وردهة كبيرة تضم فسيفساء من صنع الطلاب في 2010و التي كانت بعنوان "شجرة المعرفة"، وقد اكتملت هذه التحسينات للعام الدراسي 2010-2011. في مايو 2012، تم الانتهاء من بناء مركز دونالد وإيلويز بوش للفنون المسرحية بالمدرسة وافتتاحه، مع الانتهاء من بناء ملعب رياضي ثانٍ بحلول العام التالي. و في عام 2012 انضمت TAISM إلى رابطة جنوب آسيا المشتركة بين المدارس (SAISA) للرياضة . و 2013 انتهت من ملعب رياضي ثانٍ.
شهد العام الدراسي 2015-2016 افتتاح ثلاث مكتبات جديدة وثلاث كافيتريات جديدة لطلاب المدارس الابتدائية والمتوسطة والثانوية. في أبريل 2018، احتفلت المدرسة بالذكرى العشرين لتأسيسها. و في يونيو -2024 اختتم كيفن شافر فترة عمله كمدير للمدرسة الأمريكية الدولية في المسقط بعد 24 عام من الخدمة و رُحِبَ ببيتر لي كمدير جديد.

## مديري المدارسة
أُديرت المدرسة الأمريكية الدولية في المسقط من عدد من المُديرين و هم :
- كاثرين أوشونيسي : 1998-2005
- كيفن شافر : 2005-2024
- بيتر لي : 2024 حتى الآن

## الخريجون البارزون
بعض من الخريجين البارزون :
- صفية البهلاني ، هي فنانة عُمانية من ذوي الاحتياجات الخاصة وناشطة في مجال حقوق ذوي الإعاقة، قامت بالعديد من المعارض ، و أسست استديو و معرض فني دائم لأعمالها الفنية .
- تيت ماكراي ، مغني وكاتب أغاني وراقص كندي ، انتقل للعيش إلى عُمان بسبب عمل والده و التحق بالمدرسة الأمريكية في المسقط.

## روابط خارجية
- المدرسة الأمريكية الدولية مسقط

23°34′07″N 58°22′58″E / 23.568550°N 58.382657°E